# Llwyd ap Cil Coed
Nella mitologia gallese Llwyd ap Cil Coed è un amico di Gwawl ap Clud.
Nel Terzo Ramo del Maginogion, Llwyd decide di vendicare l'offesa subita da Gwawl per mano di Pwyll devastando il regno di Dyfed. 
In seguito. tramite una coppa incantata, imprigiona in una fortezza magica Pryderi e Rhiannon, vedova di Pwyll e madre di Pryderi. Llwyd tiene prigionieri e assegna a Rhiannon il compito di portare i gioghi dei suoi cavalli, mentre a Pryderi i martelli dell'ingresso.
Solo Manawydan, nuovo marito di Rhiannon, e Cifga, moglie di Pryderi, restano in Dyfed. Tentano di coltivare il grano, ma il raccolto è distrutto dai topi. Manawydan scaccia gli animali, ma ne cattura uno, grasso e lento, e decide di impiccarlo per furto.
Un chierico, poi un prete e infine n vescovo  si presentano uno alla volta per chiedere la liberazione del topo, ma Manawydan rifiuta fino a quando il vescovo accetta di togliere l'incantesimo su Dyfed.
Il vescovo si rivela essere Llwyd, che spiega che i topi erano in realtà i suoi servitori trasformati per magia.  Il topo catturato è sua moglie incita Gwenaby. Manawydan rifiuta di liberarla finché Llwyd non rilascia Rhiannon e Pryderi e non promette di rinunciare alla vendetta. 